# Die Launen des Glücks
Launen des Glücks ist ein deutscher Detektivfilm aus dem Jahre 1918 der Filmreihe Stuart Webbs. Die Titelrolle spielt Ernst Reicher, der auch Regie führte und als Produzent fungierte.

## Handlung
Stuart Webbs hat sich einer Jagdgesellschaft angeschlossen, als der Arzt Dr. Grabert zum Gutsherrn Warrenthin gerufen wird. Dessen Hausdame Frau Althoff ist nämlich soeben völlig unerwartet verstorben. Die Untersuchungen ergeben, dass bei der Leiche Spuren von Arsen gefunden wurden. Webbs und die Umstehenden schließen daraus, dass es sich demzufolge um einen Mordfall handeln müsse. In Frau Althoffs Pflegesohn ist rasch ein Tatverdächtiger gefunden.
Doch tatsächlich stellt sich heraus, dass die Hausdame eines natürlichen Todes gestorben ist und das Arsen auf ebenso natürliche Weise mittels Nahrungsaufnahme in ihren Körper gelangt war. Webbs löst ganz en passant einen anderen Fall, der offenbar infolge des vermuteten Verbrechens an der Toten inszeniert worden war: einen Einbruch. Gutsbesitzer Warrenthin hatte selbigen begangen, um das Verschwinden eines Losgewinnes der Frau Althoff glaubhaft zu machen. Diesen wollte er vielmehr in die eigene Tasche stecken.

## Produktionsnotizen
Launen des Glücks passierte die Filmzensur im Dezember 1918 und wurde im darauf folgenden Monat uraufgeführt. Der vieraktige Film besaß eine Länge von 1133 Metern und wurde mit Jugendverbot belegt. In Österreich lief der Streifen am 28. Februar 1919 an.

## Kritik
In Paimann’s Filmlisten ist zu lesen: „Stoff, Photos und Szenerie sehr gut. Spiel ausgezeichnet.“